# Ozopactus ernsti
Genre
Espèce
Ozopactus ernsti, unique représentant du genre Ozopactus, est une espèce d'araignées mygalomorphes de la famille des Theraphosidae.

## Distribution
Cette espèce est endémique du Venezuela.

## Étymologie
Cette espèce est nommée en l'honneur d'Adolf Ernst.

## Publication originale
- Simon, 1889 :  Arachnides. Voyage de M. E. Simon au Venezuela (décembre 1887-avril 1888). 4e Mémoire. Annales de la Société Entomologique de France, sér. 6, vol. 9, p. 169-220 (texte intégral).